# Miguel Olivera
Miguel Juan Olivera – piłkarz urugwajski, pomocnik.
Jako piłkarz klubu River Plate Montevideo wziął udział w turnieju Copa América 1935, gdzie Urugwaj zdobył mistrzostwo Ameryki Południowej. Olivera zagrał tylko w drugiej połowie wygranego 2:1 meczu z Chile, zastępując José Nasazziego.
Nadal jako gracz klubu River Plate wziął udział w turnieju Copa América 1937, gdzie Urugwaj zajął czwarte miejsce. Olivera zagrał w trzech meczach - na 10 minut przed końcem meczu z Paragwajem zastąpił Eugenio Galvalisiego, następnie zagrał cały mecz przeciwko Peru, a w drugiej połowie fatalnego meczu z Chile (porażka 0:3) zastąpił go Galileo Chanes. Później do składu wrócił Galvalisi.